# Naruhiko Higashikuni
Naruhiko Higashikuni (Kyoto, 3 de febrer de 1887-Tòquio, 20 de gener de 1990) va ser un aristòcrata, membre de la família imperial japonesa fins a 1947, militar i, després, empresari i monjo budista japonès. La seva carrera va ser militar, involucrat en la defensa de l'arxipèlag japonès durant la Segona Guerra Mundial. Després de la rendició del Japó el 1945 va ser nomenat primer ministre, l'únic membre de la casa imperial en exercir aquest càrrec, i va signar el document de rendició de guerra, tot i que va dimitir poc després.

## Biografia

### Família
Membre d'una branca lateral de la família imperial, era fill del príncep Kuni Asahiko (1824-1891). Naruhiko es va casar amb una de les filles de l'emperador Meiji i el 1906 va rebre el nom «Higashikuni».

### Carrera militar
Va fer carrera militar a l'Acadèmia Militar de Tòquio; després de graduar-se va ocupar diversos càrrecs. El 1920 era agregat militar a París, però el van fer tornar al Japó el 1927 a causa de la seva fama de faldiller, tot i que va continuar vinculat a l'estament militar. El 1937 va ser nomenat cap del cos d'aviació i el 1939 va ser ascendit al grau de general. Tres dies després de l'atac japonès a la base militar estatunidenca de Pearl Harbor, va ser nomenat comandant general de defensa, encarregat de la defensa terrestre de les illes de Kyūshū, Honshū, Shikoku i les Izu. Malgrat la seva implicació a la guerra, als anys 30 s'havia oposat a un conflicte bèl·lic a l'Àsia, especialment si resultava en un conflicte amb els Estats Units. Fins i tot després de l'atac de Pearl Harbor va intentar trobar vies per assolir la pau.

### Primer Ministre
Després de la rendició del Japó a la guerra, l'emperador Hirohito va demanar-li formar govern amb l'esperança que el seu estatus com a membre de la família imperial ajudés a la recuperació del país. El nomenament oficial com a primer ministre es va formalitzar el 17 d'agost de 1945, raó per la qual, el mes següent, Naruhiko va ser l'encarregat de signar l'acta oficial de rendició el 2 de setembre de 1945. És d'esment que és l'únic membre de la família imperial japonesa que ha ocupat aquest càrrec. No va estar durant gaire temps al càrrec, incapaç de posar ordre al país, va renunciar al càrrec el 9 d'octubre de 1945. Va ser succeït per Kijūrō Shidehara, encara que es va mantenir durant un temps com a membre influent del govern, de fet, el 1946 va mostrar-se a favor de la idea d'abdicació de l'emperador Hirohito en el seu fill Akihito.

### Retirada de la vida pública
Finalment, el 1947 va renunciar als seus drets com a príncep imperial i va esdevenir un ciutadà ordinari. Els primers anys va tenir diverses botigues minoristes. Anys més tard es va convertir en un monjo budista, mantenint-se com a tal fins a la seva mort el 1990 amb 102 anys.